# Alexander III van Schotland
Alexander III (Gaelisch: Alasdair III) (Roxburgh, 4 september 1241 - bij Kinghorn, 19 maart 1286) was koning van Schotland van 1249 tot aan zijn dood. Alexander werd op zijn zevende koning toen zijn vader, Alexander II van Schotland, op 6 juli 1249 overleed. Op 13 juli 1249 werd de nieuwe koning in Scone ingehuldigd.
Gedurende zijn minderjarigheid was er een strijd tussen twee facties aan het hof. De ene factie werd geleid door Walter Comyn, graaf van Menteith, de andere door Alan Durward, opperrechter van Schotland. Walter Comyn had de overhand in de eerste jaren van Alexanders minderjarigheid. Toen Alexander III in 1251 trouwde met Margaretha van Engeland, de dochter van Hendrik III van Engeland, eiste Hendrik dat Schotland zich aan hem zou onderwerpen. Alexander weigerde hier echter gehoor aan te geven. In 1255 was er een ontmoeting tussen Hendrik en Alexander in Kelso. Met hulp van de Engelse koning slaagde Alan Durward erin om Walter Comyn te vervangen als regent. Comyn bleef echter invloedrijk en twee jaar later gijzelde hij de jonge koning, waarmee hij Durward dwong hem een gelijk aandeel te geven in het landsbestuur.
Nadat hij in 1262 meerderjarig geworden was, maakte Alexander bekend dat hij de expansiepolitiek in de Westelijke Eilanden (Buiten-Hebriden), begonnen door zijn vader, voort wilde zetten. Hij claimde de eilanden ten overstaan van koning Haakon IV van Noorwegen, de heerser over de eilanden, en begon daarmee de Schots-Noorse Oorlog. Haakon wees de claim af en bereidde een invasie in Schotland voor. In 1263 resulteerde dat in de Slag bij Largs. De slag eindigde onbeslist, maar de invallende winter dwong Haakon om zich terug te trekken naar de Orkney-eilanden, waar hij korte tijd later stierf. In 1265 werden de eilanden in het Verdrag van Perth, tegen een kleine monetaire vergoeding en erkenning van de Noorse soevereiniteit over de Orkney- en Shetlandeilanden, aan Schotland gegeven.
In 1275 overleed Alexanders vrouw. Samen hadden ze drie kinderen gekregen:
1. Margaretha (28 februari 1260 - 9 april 1283), trouwde met koning Erik II van Noorwegen en moeder van Margaretha, koningin van Schotland van 1286-1290
2. Alexander (21 januari 1263 - 28 januari 1283), gehuwd met Margaretha van Dampierre, dochter van de graaf van Vlaanderen,
3. David (20 maart 1272 - juni 1281)

Nadat al zijn kinderen kort na elkaar waren overleden werd de troonopvolging een belangrijke staatsaangelegenheid. In 1284 bewoog koning Alexander het Schotse parlement ertoe om zijn kleindochter Margaretha, de dochter van de Noorse koning, als zijn erfgename te erkennen. Op 1 november 1285 trouwde Alexander met Yolande van Dreux, dochter van Robert IV, zodat hij mannelijke nakomelingen kon verwekken.
De hoop op een mannelijke troonopvolger werd de bodem ingeslagen toen de koning op 19 maart 1286, tijdens een nachtelijke rit nabij Kinghorn, Fife, van zijn paard viel. Hij verloor zijn begeleiders uit het oog en viel van een hoge klif met de dood tot gevolg. Zijn lichaam spoelde de volgende dag aan aan de kust. De dood van de koning stortte Schotland in een politieke crisis. Zijn vrouw Yolande was zwanger, maar het kind werd dood geboren. Margaretha, jonkvrouw van Noorwegen, werd koningin, maar stierf in 1290, onderweg naar Schotland. 13 troonpretendenten eisten de troon op. Men deed een beroep op koning Eduard I van Engeland om te bemiddelen en op 30 november 1292 wees hij John Balliol aan als Koning van Schotland. De bloeiperiode van Schotland kwam met Alexanders dood ten einde, omdat Eduard I steeds meer zeggenschap in Schotse aangelegenheden wilde hebben. Toen John Balliol in 1296 in opstand kwam, werd het Schotse leger in de Slag bij Dunbar in de pan gehakt, waarna Schotland werd gereduceerd tot een vazalstaat van Engeland.

## Voorouders
| Voorouders van Alexander III van Schotland | Voorouders van Alexander III van Schotland                                | Voorouders van Alexander III van Schotland                                | Voorouders van Alexander III van Schotland                                | Voorouders van Alexander III van Schotland                                | Voorouders van Alexander III van Schotland                                | Voorouders van Alexander III van Schotland                                | Voorouders van Alexander III van Schotland                                | Voorouders van Alexander III van Schotland                                |
| ------------------------------------------ | ------------------------------------------------------------------------- | ------------------------------------------------------------------------- | ------------------------------------------------------------------------- | ------------------------------------------------------------------------- | ------------------------------------------------------------------------- | ------------------------------------------------------------------------- | ------------------------------------------------------------------------- | ------------------------------------------------------------------------- |
| Overgrootouders                            | Hendrik van Schotland (1114-1152) ∞ 1109 Ada de Warenne (ca. 1125–1178)   | Hendrik van Schotland (1114-1152) ∞ 1109 Ada de Warenne (ca. 1125–1178)   | Richard I de Beaumont-au-Maine (-1199) ∞ Luce de Laigle (-1217)           | Richard I de Beaumont-au-Maine (-1199) ∞ Luce de Laigle (-1217)           | Rudolf I van Coucy (11134-1191) ∞ Adelheid van Dreux (1152-)              | Rudolf I van Coucy (11134-1191) ∞ Adelheid van Dreux (1152-)              | Jan van Montmirail (1165-1217) ∞ Helvide de Dampierre (1158-)             | Jan van Montmirail (1165-1217) ∞ Helvide de Dampierre (1158-)             |
| Grootouders                                | Willem I van Schotland (1142–1214) ∞ Ermengarde de Beaumont (1170-1234)   | Willem I van Schotland (1142–1214) ∞ Ermengarde de Beaumont (1170-1234)   | Willem I van Schotland (1142–1214) ∞ Ermengarde de Beaumont (1170-1234)   | Willem I van Schotland (1142–1214) ∞ Ermengarde de Beaumont (1170-1234)   | Engelram III van Coucy (1182-1246) ∞ Maria van Oisy (1192-1273)           | Engelram III van Coucy (1182-1246) ∞ Maria van Oisy (1192-1273)           | Engelram III van Coucy (1182-1246) ∞ Maria van Oisy (1192-1273)           | Engelram III van Coucy (1182-1246) ∞ Maria van Oisy (1192-1273)           |
| Ouders                                     | Alexander II van Schotland (1189-1249) ∞ 1152 Maria van Coucy (1122-1204) | Alexander II van Schotland (1189-1249) ∞ 1152 Maria van Coucy (1122-1204) | Alexander II van Schotland (1189-1249) ∞ 1152 Maria van Coucy (1122-1204) | Alexander II van Schotland (1189-1249) ∞ 1152 Maria van Coucy (1122-1204) | Alexander II van Schotland (1189-1249) ∞ 1152 Maria van Coucy (1122-1204) | Alexander II van Schotland (1189-1249) ∞ 1152 Maria van Coucy (1122-1204) | Alexander II van Schotland (1189-1249) ∞ 1152 Maria van Coucy (1122-1204) | Alexander II van Schotland (1189-1249) ∞ 1152 Maria van Coucy (1122-1204) |
| Alexander III van Schotland (1241-1286)    |                                                                           |                                                                           |                                                                           |                                                                           |                                                                           |                                                                           |                                                                           |                                                                           |

- Bibliothèque nationale de France: cb14401177h (data)
- Gemeinsame Normdatei: 118980289
- International Standard Name Identifier: 0000 0000 2698 2234
- Library of Congress Control Number: n82156717
- Nationale Bibliotheek van Tsjechië: jo20241233113
- Nationale Bibliotheek van Polen: a0000003250418
- Système universitaire de documentation: 077378598
- Museum of New Zealand Te Papa Tongarewa: 68233
- Virtual International Authority File: 265288668
- WorldCat: E39PBJhmR6v7gRbKDT3Fd3p773